# Marquesado de Villacastel de Carrias
El marquesado de Villacastel de Carrias es un título nobiliario español creado por el rey Felipe V el 4 de septiembre de 1742, con el vizcondado previo de Torre Antigua, en favor de Joaquín de Olivares y de la Moneda, señor de la villa de Castil de Carrias, mayordomo de los reyes Felipe V y Fernando VI, hijo de Nicolás de Olivares y Quevedo y de Catalina de la Moneda Garay y Hurtado de Mendoza.
La denominación alude a la antigua villa y municipio de Castil de Carrias en la merindad de la Bureba, que era de señorío del concesionario. Hoy es un lugar despoblado perteneciente al municipio de Belorado y provincia de Burgos. 

## Marqueses de Villacastel de Carrias
|                       | Titular                                     |                       |
| Creación por Felipe V | Creación por Felipe V                       | Creación por Felipe V |
| --------------------- | ------------------------------------------- | --------------------- |
| I                     | Joaquín de Olivares y de la Moneda          | 1742-1759             |
| II                    | María Teresa del Pilar de Olivares y Cepeda | -1800                 |
| III                   | Diega Ramírez de Arellano y Olivares        | -1830                 |
| IV                    | Fernanda Patiño y Ramírez de Arellano       | -1870                 |
| V                     | María del Carmen Luque y Patiño             | 1878-1908             |
| VI                    | Manuel Enríquez y Carvajal                  | -1918                 |
| VII                   | María Enríquez y Carvajal                   | 1918-                 |
| VIII                  | José María Enríquez y Prado                 | 1959-2003             |
| IX                    | Borja Enríquez de Eguiluz                   | 2004-                 |

## Historia genealógica
El concesionario fue
- Joaquín de Olivares y de la Moneda (f. 1759), I marqués de Villacastel de Carrias, señor de la villa de Castil de Carrias, mayordomo de los reyes Felipe V y Fernando VI.

Casó con María Teresa de Cepeda y Salcedo.
Le sucedió su hija
- María Teresa del Pilar de Olivares y Cepeda (1748-1800), II marquesa de Villacastel de Carrias, dama noble de la Orden de María Luisa (34).

Casó con Manuel Fulgencio Ramírez de Arellano y Burgos, V conde de Murillo, grande de España, y tuvieron dos hijas:
1. María Josefa Ramírez de Arellano y Olivares, VI condesa de Murillo, grande de España, que casó con Joaquín Ramírez de Haro y Adsor, VIII conde de Bornos, también con grandeza. Tuvieron descendencia en que siguen ambos condados.
2. Y María de los Dolores Diega Ramírez de Arellano y Olivares, que sigue.

Sucedió su hija
- Diega Ramírez de Arellano y Olivares (1779-1830), III marquesa de Villacastel de Carrias, dama noble de la Orden de María Luisa (184).

Casó con Ramón Rufino Patiño y Osorio (1776-1833), IV marqués del Castelar y VI de la Sierra, conde del Arco y IX de Guaro, grande de España de primera clase, hijo de Ramón Patiño y Mariño de Lobera, III marqués del Castelar y VIII conde de Guaro, y de Teresa Osorio y Spínola, de los marqueses de Alcañices. Tuvieron seis hijos:
1. Luis Patiño y Ramírez de Arellano, V marqués del Castelar y VII de la Sierra, X conde de Guaro, grande de España. Casó con María del Patrocinio Osorio y Zayas, su tía segunda, que era hermana de Nicolás Osorio y Zayas, XV duque de Alburquerque, seis veces grande de España, e hija de Manuel Miguel Osorio y Spínola, XV marqués de Alcañices y VII de los Balbases, VII duque de Sesto en Nápoles, y de María de las Mercedes de Zayas y Manuel de Lando, su mujer, III duquesa de Algete y IV condesa de Santa Cruz de los Manueles. Con descendencia hasta nuestros días.
2. José Patiño y Ramírez de Arellano,
3. Ramón Patiño y Ramírez de Arellano,
4. Mercedes Patiño y Ramírez de Arellano y
5. Joaquina Patiño y Ramírez de Arellano, dama noble de María Luisa (384), que casó en primeras nupcias con Carlos Luis Álvarez de Sotomayor y Melgarejo, II conde de Colomera, grande de España, hijo del brigadier Gaspar Álvarez de Sotomayor y Sotomayor, caballero de Santiago, sobrino del I conde, y de María de las Virtudes Melgarejo y Saurín, su mujer, de los marqueses de Melgarejo. Y en segundas con José Fernando de Carvajal y de Queralt, III duque de San Carlos, grande de España, correo mayor de las Indias, viudo con prole de María Luisa Dávalos, hijo de José Miguel de Carvajal Vargas y Manrique de Lara, II duque de San Carlos, y de María Eulalia de Queralt y Silva, su mujer, de los condes de Santa Coloma y de Cifuentes. Sin descendencia de ninguno.
6. Y María Fernanda Patiño y Ramírez de Arellano, que sigue.

Le sucedió su sexta hija:
- Fernanda Patiño y Ramírez de Arellano (1817-1870), IV marquesa de Villacastel de Carrias, que falleció en Cabra el 23 de marzo de 1870.

Casó el 1.º de enero de 1832 con José Luque y Beltrán de Casso, alguacil mayor de la Inquisición de Córdoba, caballero de la Orden de Carlos III y maestrante de Ronda. Nacido en Montemayor el 24 de junio de 1788, este señor casó en segundas nupcias con María Luisa Fernández de Córdoba y Cerviño, nieta de los marqueses de Algarinejo, y era hijo de Pedro Miguel de Luque y Mora, de igual naturaleza, que obtuvo ejecutoria de hidalguía librada por la Real Chancillería de Granada el 3 de abril de 1784, y de María del Carmen Beltrán del Casso y Enríquez de Herrera, natural de Granada. Padres de
1. José Luque y Patiño (1837-1864), primogénito que nació en Cabra en 1837 y murió sin posteridad antes que su madre en Madrid, colación de San Martín, el 23 de septiembre de 1864.
2. María del Carmen Luque y Patiño, que sigue,
3. Ramona luque y Patiño, casada con Francisco de Arias Kellemert,
4. y Fernando Luque y Patiño.

En 1878 sucedió su hija
- María del Carmen Luque y Patiño (1840-1908), V marquesa de Villacastel de Carrias.

Casó el 28 de abril de 1861 con Manuel Enríquez y Sequera, hijo de Francisco Enríquez Girón García y Palacio y de Gertrudis de Sequera y Carvajal; nieto de y materno de Francisco de Borja Sequera y Saavedra, II conde de la Puebla de Portugal, y de Gertrudis de Carvajal Rosal y Rueda. Fueron sus hijos:
1. Manuel Enríquez y Luque, que casó con Josefa de Carvajal y Saavedra y fueron padres de
  1. María de la Anunciación Enríquez y Carvajal, que seguirá, y de
  2. Manuel Enríquez y Carvajal, que sigue.
2. María del Carmen Enríquez y Luque, condesa de la Puebla de Portugal. Casó en 1896 con Alfredo de Zulueta y Ruiz de Gámiz, hijo de Julián de Zulueta y Amondo, I marqués de Álava y I vizconde de Casablanca, coronel de voluntarios y alcalde de La Habana, senador del Reino por esta provincia y diputado a Cortes por la de Álava, gran cruz de Isabel la Católica, y de María Juana Ruiz de Gámiz y Zulueta, su tercera mujer y prima, de los marqueses de Montesclaros. Con posteridad en que sigue dicho condado.

Sucedió su nieto
- Manuel Enríquez y Carvajal (1890-), VI marqués de Villacastel de Carrias.

Casó con Rosario Prado y Ruiz de Gámiz, que era prima de su cuñado el marqués de Álava, hermana de Juan José Prado y Ruiz de Gámiz, alcalde de San Sebastián, e hija de José María Prado Beltrán y de Cristobalina Ruiz de Gámiz y Zulueta; nieta materna de Juan Pablo Ruiz de Gámiz y Díez de Ulzurrun, XVII marqués de Montesclaros, III conde de Casa Angulo, y de María del Rosario de Zulueta y Urquizu, III condesa de Torre Antigua de Orúe. Padres de
José María Enríquez y Prado, que seguirá como VIII marqués.
En 1918 sucedió, por cesión, su hermana
- María de la Anunciación Enríquez y Carvajal (1888-c.1960), VII marquesa de Villacastel de Carrias, nacida el 6 de junio de 1888.

Casó con Jacobo González Arnao y Amar de la Torre, II marqués de Casa Arnao (título pontificio cuyo uso en España fue autorizado en 1956 en cabeza del III marqués), caballero del Real Cuerpo de la Nobleza de Madrid, viudo con prole de Ana García Rendueles y Bernaldo de Quirós. Nacido en Madrid el 3 de julio de 1879 y finado el 18 de junio de 1953, era hijo de Guillermo Manuel González Arnao y Longuebeau, I marqués de Casa Arnao, natural de Vitoria, y de María del Carmen Amar de la Torre y Bauzá, su primera mujer, que lo era de Madrid, dama noble de María Luisa. Padres de
1. Gabriel González-Arnao y Enríquez,
2. María de la Anunciación González-Arnao y Enríquez, mujer de Mariano Peña Geromini, con descendencia,
3. y Jaime González-Arnao y Enríquez.

En 1959 sucedió su sobrino (hijo del VI marqués)
- José María Enríquez y Prado (1928-2003), VIII marqués de Villacastel de Carrias, que nació en Madrid el 2 de mayo de 1928 y falleció en Navacerrada en febrero de 2003.

Casó con María Clotilde de Amililibia y Periquet, nacida en San Sebastián (Guipúzcoa) el 17 de enero de 1927 y finada en Madrid el 17 de septiembre de 2007, hija de José María de Amilibia y Machimbarrena, de igual naturaleza, y de Luisa Periquet y García de los Ríos, su mujer, nacida en Madrid; nieta de Eustasio de Amilibia y Calbetón, VI marqués de la Paz, y de María del Coro de Machimbarrena y Blasco, naturales de San Sebastián, y materna de Ricardo Periquet y Aniotz, natural de Madrid, y de Natalia García de los Ríos y Fernández, que lo era de Ormas (Cantabria). Tuvieron cuatro hijos:
1. José Luis Enríquez y Amilibia (1957-1996), primogénito, que falleció en Madrid de edad de 38 años el 28 de febrero de 1996,[4] en vida su padre. Casó con Lorea de Eguiluz y Ordóñez de Lara, hija de Luis de Eguiluz y Elejalde y de María Eugenia Ordóñez de Lara Lomelín. De esta unión fue unigénito
Francisco de Borja Enríquez de Eguiluz, que sigue.
2. Ignacio Enríquez y Amilibia,
3. Fernando Enríquez y Amilibia,
4. y Ana Enríquez y Amilibia.

En 2004 sucedió su nieto
- Borja Enríquez de Eguiluz (n. 1985), IX y actual marqués de Villacastel de Carrias.